# Операция «ОАУ»
Операция ОАУ (англ. Operation OAU, от названия трёх основных городов — Оверри, Аба и Умуахиа, 2 сентября — 15 октября 1968) — сражение между 3-й дивизией коммандос морской пехоты Нигерии и 12-й дивизией армии Биафры с 2 сентября по 15 октября 1968 года  в современной юго-восточной части Нигерии в ходе гражданской войны в этой стране.
Операция ОАУ была не единой битвой, а серией атак с перерывами. Она в конечном итоге привела к смерти более чем 25 000 человек с обеих сторон. К концу боя силы Биафры стали превосходить численностью войска Нигерии, поэтому смогли сохранить контроль над Умуахией и в конечном итоге вернуть города Оверри и Абу, захваченные противником.

## Предпосылки
В апреле 1968 года командующий 3-го дивизиона MCDO Бенджамин Адекунле начал разрабатывать планы вторжения в центр Биафры и захвата всех оставшихся крупных городов. 14 апреля третья дивизия морской пехоты Нигерии под командованием генерала Адекунле совершила марш-бросок на север от их позиции в Калабаре к Икот-Экпене, где войскам удалось захватить город после упорной обороны. В течение 36 дней 3-я дивизия пробивалась к западу через дельту Нигера и достигла района, окружающего Порт-Харкорт 19 мая. Нигерийская армия и флот провели бомбардировку города перед тем, как высадить десант, состоявший из 31-го, 32-го и 33-го батальонов. Результатом десантной операции стало отступление сил Биафры.
30 июля 1968 года генерал Адекунле начал планировать захват оставшихся крупных городов Биафры, даже смело заявив, что через две недели он сможет захватить Оверри, Абу и Умуахиа. В августе 1968 года нигерийская армия установила позиции вдоль дороги Аба —
Умуахиа и прервала все продовольственные поставки в город. Стратегия Адекунле по завоеванию Абы заключалась в том, чтобы окружить город, отрезать продовольственные поставки и спровоцировать таким образом голод. 24 августа два нигерийских батальона и их советские советники пересекли мост через реку Имо и начали пробиваться к Оверри. В ходе кропопролитных боёв, армия Биафры сильно поредела. 4-я бригада коммандос Биафры под командованием наёмника майора Таффи Уильямса начала наступление на силы нигерийцев. В течение 3 дней ружейно-пулемётная стрельба не прекращалась, пока у биафрцев не закончились боеприпасы, после чего они были вынуждены отступить к Абе. Войска Окаги начали применять партизанскую тактику налётов на основные войска противника, впрочем, безуспешно.

## Расстановка сил
Силы Биафры представляли из себя 12 дивизию под командованием подполковника Фектуса Окаги. В её состав входили два крупных подразделения: 56 бригада, которая дислоцировалась в Арочукву, и 58 бригада, дислоцированная в Уйо. Со стороны Нигерии выступала вторая дивизия командос, состоящая из четырёх бригад: 15-17 и 33. Также в состав группировки вошла третья морская дивизия, прибывшая после 14 сентября.

## Вторжение
2 сентября нигерийская артиллерия начала обстреливать Абу, а сухопутные войска начали входить в город под сильным огнём войск Биафры. В течение двенадцати дней продолжались перестрелки на улицах города, а тела заполняли больницы Красного Креста пока биафрцы окончательно не оставили попыток отстоять город 14 сентября и не двинулись в отступление, ожесточённо отбиваясь.
17 сентября нигерийская 3-я морская дивизия начала пробираться к Умуахии, но была перехвачена близ Оверри подразделением солдат Биафры. Последовала кровавая битва. 18 сентября после ожесточённых боёв, 56 бригада 12 дивизии Биафры отказалась сражаться в городе, чтобы не подвергать опасности мирных жителей. Эвакуировав значительную часть населения, она оставила Оверри незащищённым, чем воспользовались войска 16-й бригады полковника Етука. После захвата города полковник Огбуго Калу был назначен командующим всей второй дивизии.
Всего через несколько часов после своего назначения полковник Калу приказал атаковать противника по всему фронту. Некоторые бригады нигерийской 2-й дивизии и батальоны 3-й, составлявшие авангард сил, начали продвигаться на север к взлётно-посадочной полосе Обиангу после преодоления позиций Биафры на берегах реки Имо. Из-за стремительности нигерийского авангарда 22-я биафрская бригада отступила от взлетно-посадочной полосы Обиангу 22 сентября, оставив большую часть своего оборудования в распоряжение нигерийских 22-го и 44-го батальонов из третьей морской дивизии. В тот же день капитан Биафры Джозеф Ачузи попытался контратаковать на взлётно-посадочной полосе Обиангу, но был быстро отбит нигерийским 22-м батальоном. 30 сентября 21-й батальон Нигерии обошёл оборонявшуюся 12-ю дивизию и захватил город.
Однако сопротивление становилось всё отчаяние. Биафра отбила ряд крупных селений и в середине сентября президент Франции Шарль де Голль открыто выразил свою поддержку делу Биафры и начал поставлять оружие в страну. Проследовала военная помощь от других государств.
Нигерийская армия продолжила наступление, однако оказалась совершенно не готова к смене климата. Большая часть местности вокруг ранее захваченных поселений представляла собой пустыню или полупустыню. Местность же вокруг Умуахии состояла из огромных джунглей и рек, которые были усеяны минами и аванпостами Биафры, начавшей действовать по тактике партизанской войны. Нигерийская армия была вынуждена выйти обратно к городу.
В течение последующих 14 дней обе стороны лишь обменивались артиллерийской стрельбой, что привело к массовым жертвам, в основном со стороны Нигерии, ибо они продолжали стоять на практически полностью открытой местности, надеясь залпами выбить противника из лесов, не особо успешно. Были необходимы активные действия в наступлении, или вся дивизия будет подвержена риску уничтожения. Почти 15 000 из примерно 21,5 тысяч общих потерь были понесены именно в секторе Умуахии, а 1 октября 3-я морская дивизия, не в силах противостоять обстрелам, отступила в Порт-Харкорт. 3 же дивизия попыталась прорваться через леса, всё ещё обладая, как они считали, численным преимуществом, но на помощь войскам Ачузи подошла 58 бригада, которая нанесла решительное поражение противнику. Войска обратились в беспорядочное бегство и все потерянные ранее города были отбиты Биафрой.

## Последствия
Хотя 1-й дивизион Шувы успешно захватил Окигве и взлётно-посадочную полосу Обиангу, операция привела к катастрофе для третьей дивизии морской пехоты Адекунлы, потерявшей более 20 000 из своих 35 000 солдат (более 2/3 дивизии), а в дефиците оказалась провизия. Хотя Якубу Говон был отвлечён антиналоговыми беспорядками в западной Нигерии, Бригадир Биафран Александр Мадибо окружил Оверри, захватив 3000 военнослужащих нигерийской 16-й дивизии в городе. В течение нескольких следующих месяцев атаки бойцов Биафрана на нигерийские оборонительные позиции вокруг города позволили им приблизиться к Оверри. 5 декабря Биафра начала двухдневное наступление на Оверри, в котором командованием были использованы 50 000 солдат, 300 миномётов, 200 гаубичных снарядов и 20 противотанковых орудий, но нигерийская 16-я дивизия под командованием Этука сумела удержаться на своих первоначальных позициях. 15 января 1969 года 60-я бригада Биафры вошла в Оверри и заставила нигерийцев в пределах города отступить через мост Отамини. Голодные и полураздетые солдаты Биафры, обнаружив нигерийскую провизию, решили отдохнуть, но нигерийцы перегруппировались и начали контратаку, в результате чего биафранцы отступили. К 31 марта 1969 года биафрцы контролировали более 70 % Оверри, а оставшиеся 300 нигерийских солдат и офицеров покинули город 25 апреля. Тем не менее в результате крупных потерь армии Биафры для продолжения войны потребовалось привлекать в свои ряды наёмников, особенно после катастрофы в операции «Хиросима».